# Jürg Tschopp
Jürg Tschopp (nacido en 1951 en Basilea - fallecido el 22 de marzo de 2011 en los Alpes suizos ) fue un bioquímico suizo, conocido por sus investigaciones sobre la apoptosis y la inmunología de la inflamación. Su mayor logro fue quizás el descubrimiento y la descripción científica del inflamasoma (que él nombró) por parte de su equipo.

## Biografía
Tschopp estudió Química con una tesis diplomada en 1974 dirigida por Joachim Seelig en el Biozentrum de la Universidad de Basilea. En 1979 se doctoró en biofísica bajo la supervisión de Jürgen Engel. Como postdoctorando, Tschopp fue supervisado por Hans J. Müller-Eberhard en el Instituto de Investigación Scripps de La Jolla. Allí demostró con otros colegas "que el poro lítico del complemento estaba formado por multímeros C9". En la Universidad de Lausana, Tschopp se convirtió en profesor asistente en 1982, en profesor asociado en 1987 y en profesor titular en 1990 en el departamento de bioquímica. Desde 2003 era codirector del departamento de bioquímica.

Equipado con un formidable conocimiento práctico de la bioquímica de proteínas, Jürg Tschopp identificó rápidamente la perforina, la principal proteína lítica de los gránulos, y toda una familia de proteasas, las llamadas granzimass ... Ahora está bien establecido que las granzimas, junto con la perforina, son necesarias para la lisis eficaz de las células diana de los CTLs, como las células infectadas por virus o las células tumorales transformadas. A principios de la década de 1990, cuando la tecnología knockout todavía era un proyecto importante, encabezó los esfuerzos por generar ratones deficientes en perforina. Estos ratones revelaron que los CTL podían recurrir a una segunda vía lítica iniciada por el ligando Fas (FasL), un ligando inductor de apoptosis ya bien establecido...

Él y sus colegas descubrieron "formas virales y de mamíferos de la proteína FLIP relacionada con la caspasa-8" (FLICE-Like Inhibitory Protein, donde "FLICE" es un alias de caspasa-8). Dilucidaron los mecanismos moleculares de la participación de la caspasa-8 en los procesos de muerte celular y en las vías de señalización no apoptótica. En 2000 publicó con 9 colaboradores su descubrimiento de "que, de forma similar a la apoptosis, la muerte celular independiente de la caspasa (necroptosis) era un proceso biológico celular estrechamente controlado que dependía de la quinasa RIP1".
Participó en el descubrimiento del factor activador de células B (BAFF), también conocido como estimulador de linfocitos B (BLyS), una citoquina que estimula la reproducción de las células B. Esto condujo al desarrollo de un nuevo fármaco, Belimumab, aprobado por la FDA en 2011 para el lupus eritematoso sistémico .
El grupo de Tschopp y otros grupos establecieron que las mutaciones en el gen de la proteína NLRP3, también conocida como criopirina, (una de las proteínas que forman el inflamasoma ) causan el síndrome periódico asociado a la criopirina (CAPS), que es un grupo de trastornos autoinmunes raros. Los pacientes con CAPS "ahora son tratados con éxito con antagonistas de IL-1 como anakinra o anticuerpos bloqueadores".
En 2005, Tschopp y seis colegas describieron la función de un "nuevo complejo proteico citoplasmático" en el que interviene lo que ahora se conoce como proteína mitocondrial de señalización antivírica (MAVS), también conocida como CARDIF o Cardif. El "nuevo complejo proteínico citoplasmático ... detecta el ARN y ... es esencial para detectar la mayoría de los virus intracelulares". Este complejo está formado por RIG-I y CARDIF y desencadena una fuerte respuesta de interferón de tipo I". Su grupo demostró que CARDIF es proteolíticamente escindido e inactivado por el VHC, explicando así la persistencia de esta infección viral ..."
En 2006, Tschopp y 4 colegas "demostraron que los cristales de urato monosódico asociados a la gota y los cristales de pirofosfato dihidratado asociados a la pseudogota pueden estimular la activación del inflamasoma NLRP3, ... estableciendo las bases fisiopatológicas de las reacciones inflamatorias asociadas a la gota (o pseudogota)".
Murió de un ataque al corazón en un viaje de esquí con su hijo en los Alpes suizos. En su juventud fue clasificado nacional en decatlón y más tarde practicó senderismo, atletismo y esquí.
Cuando Tschopp murió, tenía un índice h de 105. Fue autor o coautor de más de 350 publicaciones. Fue coeditor con Gillian M. Griffiths del libro de 1995 Pathways for Cytolysis . Tschopp recibió varios premios, incluido el Premio a la Carrera de la Organización Europea de Muerte Celular en 2006, el Premio Louis-Jeantet de Medicina en 2008, y el Premio Novartis de Inmunología Clínica (compartido con Charles Dinarello ) en 2010.

## Publicaciones seleccionadas
- Tschopp, J.; Müller-Eberhard, H. J.; Podack, E. R. (1982). «Formation of transmembrane tubules by spontaneous polymerization of the hydrophilic complement protein C9». Nature 298 (5874): 534-538. Bibcode:1982Natur.298..534T. PMID 7099251. doi:10.1038/298534a0.
- Tschopp, J.; Masson, D.; Stanley, K. K. (1986). «Structural/Functional similarity between proteins involved in complement- and cytotoxic T-lymphocyte-mediated cytolysis». Nature 322 (6082): 831-834. Bibcode:1986Natur.322..831T. PMID 2427956. doi:10.1038/322831a0.
- Hahne, M.; Rimoldi, D.; Schröter, M.; Romero, P.; Schreier, M.; French, L. E.; Schneider, P.; Bornand, T. et al. (1996). «Melanoma cell expression of Fas(Apo-1/CD95) ligand: Implications for tumor immune escape». Science 274 (5291): 1363-1366. Bibcode:1996Sci...274.1363H. PMID 8910274. doi:10.1126/science.274.5291.1363.
- Irmler, Martin; Thome, Margot; Hahne, Michael; Schneider, Pascal; Hofmann, Kay; Steiner, Véronique; Bodmer, Jean-Luc; Schröter, Michael et al. (1997). «Inhibition of death receptor signals by cellular FLIP». Nature 388 (6638): 190-195. Bibcode:1997Natur.388..190I. PMID 9217161. doi:10.1038/40657.
- Schneider, Pascal; MacKay, Fabienne; Steiner, Véronique; Hofmann, Kay; Bodmer, Jean-Luc; Holler, Nils; Ambrose, Christine; Lawton, Pornsri et al. (1999). «BAFF, a Novel Ligand of the Tumor Necrosis Factor Family, Stimulates B Cell Growth». Journal of Experimental Medicine 189 (11): 1747-1756. PMC 2193079. PMID 10359578. doi:10.1084/jem.189.11.1747.
- Mackay, Fabienne; Woodcock, Stephen A.; Lawton, Pornsri; Ambrose, Christine; Baetscher, Manfred; Schneider, Pascal; Tschopp, Jurg; Browning, Jeffrey L. (1999). «Mice Transgenic for BAFF Develop Lymphocytic Disorders along with Autoimmune Manifestations». Journal of Experimental Medicine 190 (11): 1697-1710. PMC 2195729. PMID 10587360. doi:10.1084/jem.190.11.1697.
- Holler, N.; Zaru, R.; Micheau, O.; Thome, M.; Attinger, A.; Valitutti, S.; Bodmer, J. L.; Schneider, P. et al. (2000). «Fas triggers an alternative, caspase-8-independent cell death pathway using the kinase RIP as effector molecule». Nature Immunology 1 (6): 489-495. PMID 11101870. doi:10.1038/82732.
- Martinon, Fabio; Burns, Kimberly; Tschopp, Jürg (2002). «The Inflammasome». Molecular Cell 10 (2): 417-426. PMID 12191486. doi:10.1016/S1097-2765(02)00599-3.
- Meylan, Etienne; Curran, Joseph; Hofmann, Kay; Moradpour, Darius; Binder, Marco; Bartenschlager, Ralf; Tschopp, Jürg (2005). «Cardif is an adaptor protein in the RIG-I antiviral pathway and is targeted by hepatitis C virus». Nature 437 (7062): 1167-1172. Bibcode:2005Natur.437.1167M. PMID 16177806. doi:10.1038/nature04193.
- Martinon, F.; Pétrilli, V.; Mayor, A.; Tardivel, A.; Tschopp, J. (2006). «Gout-associated uric acid crystals activate the NALP3 inflammasome». Nature 440 (7081): 237-241. Bibcode:2006Natur.440..237M. PMID 16407889. doi:10.1038/nature04516.